# Gänseliesel-Brunnen (Hannover)

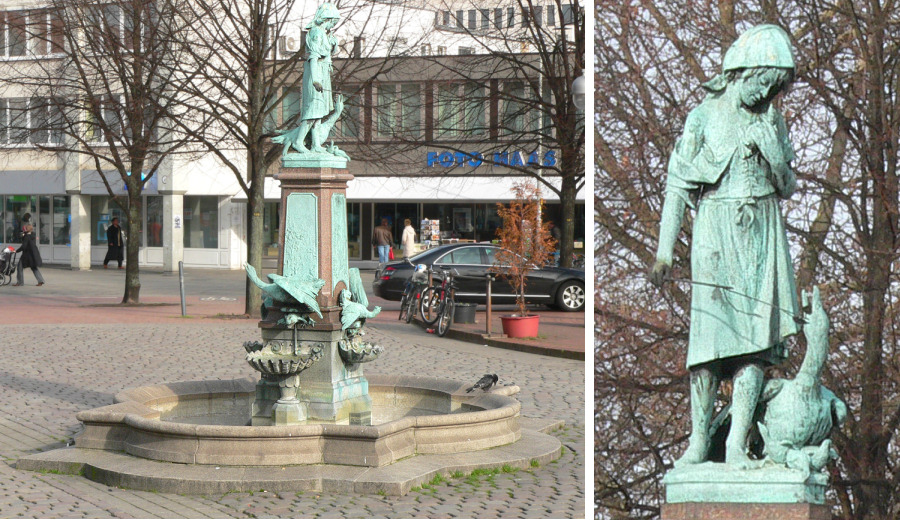
Der Gänseliesel-Brunnen am Steintor

Der Gänseliesel-Brunnen in Hannover wurde von Carl Dopmeyer geschaffen, am 5. November 1898 enthüllt und befand sich bis August 2024 am Nordostrand des Steintorplatzes.

## Geschichte

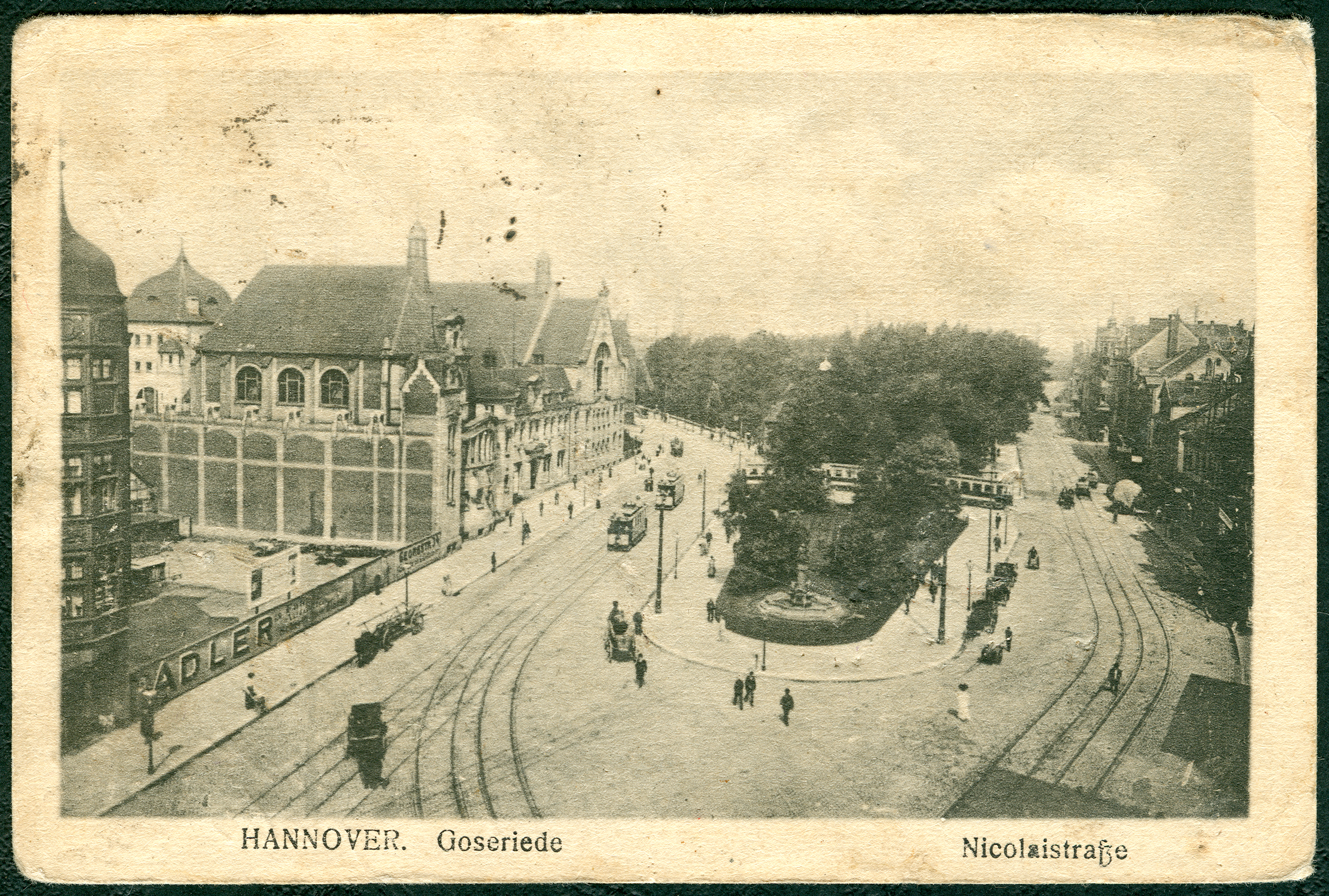
Standort von 1898 bis 1981 (in der Grünfläche in der Bildmitte)

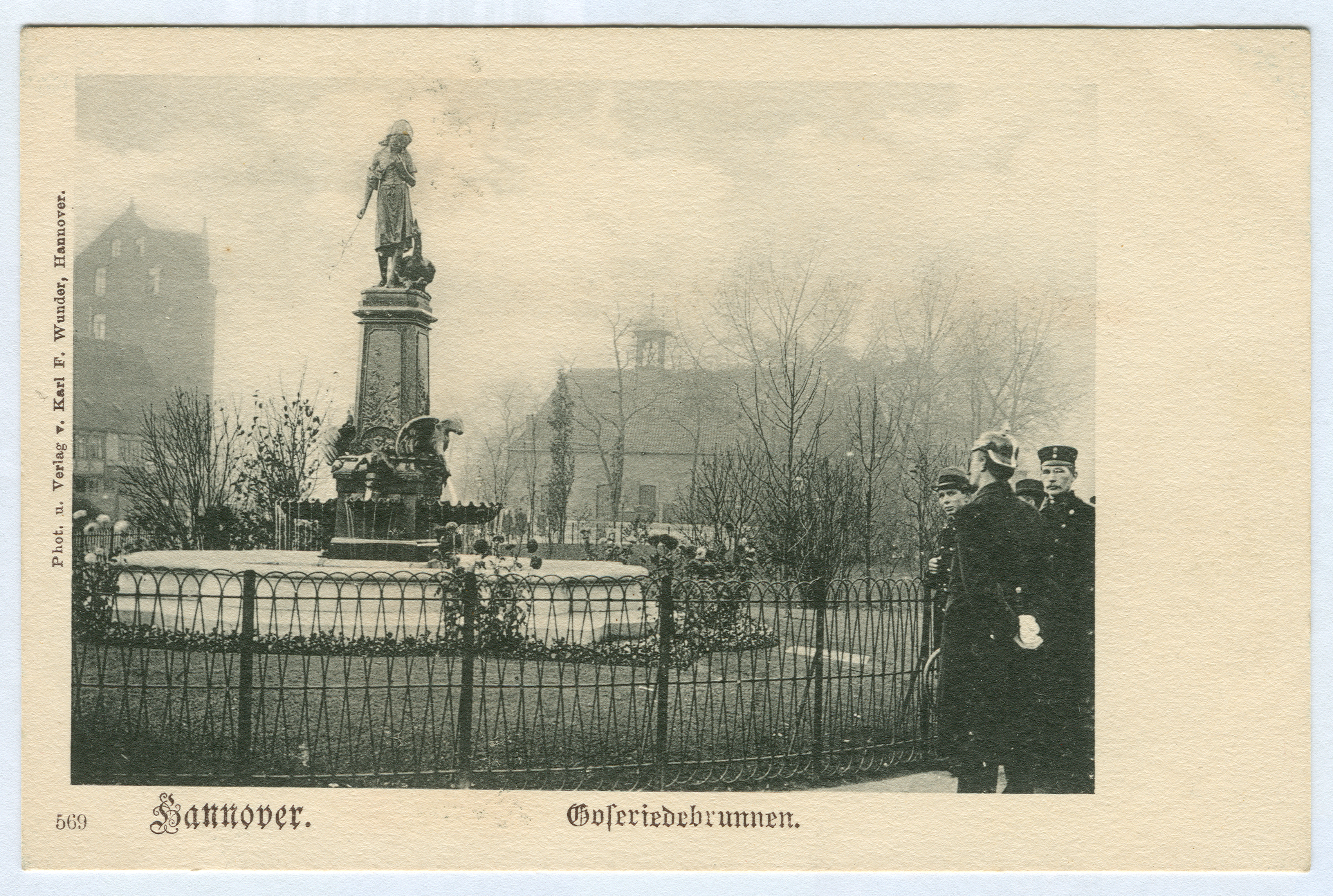
Der Brunnen an der Goseriede vor der Nikolaikapelle
Ansichtskarte Nummer „569“ von Karl F. Wunder, um 1900

Der Brunnen war seit 1898 ursprünglich weiter nördlich an der Straße An der Goseriede aufgestellt. 1981/82 wurde er wegen der U-Bahn-Bauarbeiten abgebaut und 1984 auf dem neugestalteten Steintorplatz wieder in Betrieb genommen. Im August 2024 wurde der Gänseliesel-Brunnen im Zuge der geplanten Neugestaltung des Platzes abgebaut. Geplant ist ein Wiederinstallation auf dem 2014 neu geschaffenen Goseriedeplatz nahe dem ursprünglichen Standort.

## Beschreibung
Der Brunnen stellt als Bronzestatue eine Gänseliesel, ein Gänse hütenden Mädchens dar. Der Brunnen wurde an dieser Stelle aufgestellt, weil sich hier die Goseriede (niederdeutsch für eine Auslauffläche für Gänse) befand. Ried ist die Bezeichnung für eine sumpfige Fläche und kommt bei Ortsbezeichnungen in Hannover öfters vor, etwa bei der Straße An der Strangriede und dem Stadtwald Eilenriede.